# Каякой
Лівісі (грец. Λειβησι) — закинуте село на південному заході Туреччини, розташоване за 8 км від Макрі. У сучасній Туреччині відома під турецькою назвою Каякой (тур. Kayaköy).

## Історія
У 18 ст. на місці стародавнього міста Карміліссос (грец. Καρμυλησσός) було побудовано нове місто Лівісі. Поштовхом для його зростання стало руйнування сусіднього міста Макрі (грец. Μακρη, тур. Fethiye) внаслідокземлетрусу 1856 року і пожежі 1885 року. Населення міста складали в основному етнічні греки, що розмовляли каппадокійською мовою -- одним із різновидів грецької мови.
Після греко-турецької війни Лівісі виявилося майже покинутим внаслідок геноциду грецького населення (так званого «обміну населенням» між Грецією і Туреччиною). В даний час грецькі будинки занедбані. Колишні жителі села клопотали про включення Лівісі до списку Всесвітньої спадщини ЮНЕСКО.

## Цікаві відомості
Лівісі було джерелом натхнення для вигаданого міста Ескішехір в романі Луї де Берньєра «Птахи без крил».